# 機芯

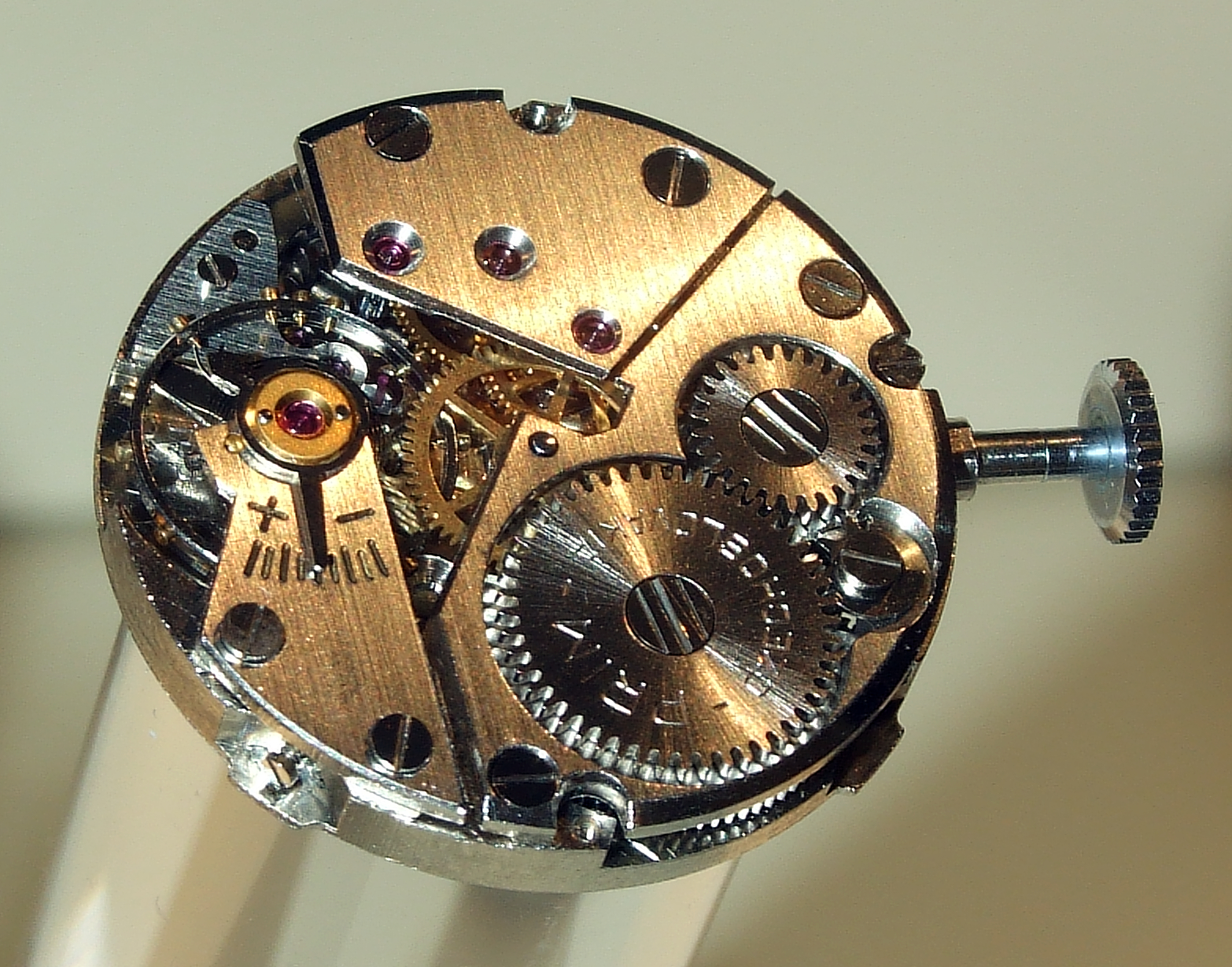
一個腕表的機芯

機芯是指時鐘内部能讓時針走動的結構，它一般由弹簧或其他物體驱动的齿轮組成。 機芯通常由發條提供动力。 手錶机芯一般位於表壳内。